# Archidium birmannicum
Archidium birmannicum là một loài rêu trong họ Archidiaceae. Loài này được Mitt. ex Dixon mô tả khoa học đầu tiên năm 1921.